# Coridoare paneuropene

Harta rețelei de coridoare paneuropene

Coridoarele paneuropene reprezintă un sistem de drumuri din Europa centrală și de est. Au fost stabilite la Conferința a II-a paneuropeană privind transportul din Creta, în martie 1994, cu adăugiri în Conferința a III-a din Helsinki, petrecută în 1997. Astfel, independent de poziția fizico-geografică a drumurilor care fac parte din această structură, ele se mai numesc coridoare cretane sau helsinkeze.
| I    | Nord – Sud: Helsinki — Tallinn — Riga — Kaunas și Klaipėda — Varșovia și Gdańsk - Ramura A: (Via/Rail Hanseatica) — Riga — Kaliningrad — Gdańsk - Prin Marea Baltică (Drumul european E67) — Helsinki — Varșovia. |
| II   | Est – Vest: Berlin — Poznań — Varșovia — Brest — Minsk — Smolensk — Moscova — Nijni Novgorod |
| III  | Bruxelles — Aachen — Köln — Dresden — Wrocław — Katowice — Cracovia — Lvov — Kiev |
| IV   | Dresden / Nürnberg — Praga — Viena — Bratislava — Győr — Budapesta — Arad — București — Constanța / Craiova — Sofia — Salonic / Plovdiv — Istanbul |
| V    | Est – Vest: Veneția — Trieste / Koper — Ljubljana — Maribor — Budapesta — Ujhorod — Lvov — Kiev (lungimea 1600 km) - Ramura A: Bratislava — Žilina — Košice — Ujhorod - Ramura B: Rijeka — Zagreb — Budapesta - Ramura C: Ploče — Sarajevo — Osijek — Budapesta |
| VI   | Nord – Sud: Gdańsk — Katowice — Žilina, ramura vestică Katowice — Brno |
| VII  | (Dunăre) Nord-vest – Sud-est: Viena – Belgrad – Brăila – gurile Dunării — lungimea 2300 km |
| VIII | Durrës — Tirana — Skopje — Bitola — Sofia — Dimitrovgrad — Burgas — Varna (lungimea 1300 km) |
| IX   | Helsinki — Vîborg — Sankt-Petersburg — Pskov — Moscova — Kaliningrad — Kiev — Liubașivka / Rozdilna (Ucraina) — Chișinău — București — Dimitrovgrad — Alexandroupolis. Ramură de la Liubașevka / Rozdilna până la Odesa. (lungimea 3400 km) - Ramura A: Helsinki — Sankt-Petersburg — Moscova - Ramura B: Kaliningrad — Kiev - Ramura C: Kaliningrad — Vilnius — Minsk |
| X    | Salzburg — Ljubljana — Zagreb — Belgrad — Niș — Skopje — Veles — Salonic - Ramura A: Graz — Maribor — Zagreb - Ramura B: Budapesta — Novi Sad — Belgrad - Ramura C: Niș — Sofia — Dimitrovgrad — Istanbul prin coridorul IV - Ramura D: Veles — Prilep — Bitola — Florina — Igoumenitsa                                                                                |